# Georg Kurz (Politiker)
Georg Kurz (* 29. Dezember 1993) ist ein deutscher Politiker (Die Linke, zuvor Bündnis 90/Die Grünen). Er war von 2019 bis 2021 Bundessprecher der Grünen Jugend.

## Leben

### Ausbildung
Kurz besuchte das Gymnasium Berchtesgaden. Ein Studium der Chemie schloss er mit dem Bachelor ab.

### Politische Tätigkeit
Er war seit Oktober 2015 Mitglied bei der Grünen Jugend und Bündnis 90/Die Grünen. Seit 2016 ist er bei Ende Gelände aktiv und nahm an Aktionen im Hambacher Forst teil. Von Februar 2016 bis Januar 2017 war er Beisitzer und von Januar 2017 bis Januar 2019 Sprecher der Grünen Jugend München. Ab November 2018 war Kurz Beisitzer im Bundesvorstand der Grünen Jugend. Auf dem 53. Bundeskongress der Grünen Jugend wurde er zum Bundessprecher der Grünen Jugend gewählt.
Da 2020 aufgrund der COVID-19-Pandemie in Deutschland keine Vorstandswahlen durchgeführt werden konnten, durfte Kurz auf dem 55. Bundeskongress in Erfurt nach zwei Amtsjahren satzungsbedingt nicht erneut antreten und schied somit im Oktober 2021 aus dem Bundesvorstand aus. Zu seinem Nachfolger wurde Timon Dzienus gewählt.
Ab September 2022 war Kurz Teil des Kampagnenteams von „Genug ist genug!“
Nachdem Kurz Bündnis 90/Die Grünen bereits im Oktober 2023 über seinen Austritt informiert hatte, organisierte er ab November den Wahlkampf der Kommunistischen Partei Österreichs in Salzburg und Innsbruck mit. Im Juni 2024 gab er schließlich auf seinem Instagram-Profil bekannt, in die Partei Die Linke eingetreten zu sein.

## Themen und politische Positionen
Kurz positioniert sich für die Vergesellschaftung von Wohnungskonzernen und tritt für einen bundesgesetzlichen Mietendeckel ein. Kurz fordert ferner die Abschaffung des Mindestwahlalters und die Einführung eines Eintragungswahlrechts, nachdem jeder, der sich selbständig zur Wahl anmelde, unabhängig vom Alter wählen dürfe. Aktionen zivilen Ungehorsams hält Kurz für grundsätzlich legitim. 2020 forderte Kurz die Evakuierung der Flüchtlingslagers in Moria.
Nach seinem Wechsel zur Linkspartei erklärte Kurz es zu seinem Ziel, Teile der politischen Strukturen, die er bei der Kommunistischen Partei Österreichs kennengelernt hatte, für die deutsche Linke zu adaptieren: Er plädiert für eine nützliche linke Partei, die im Alltag der Menschen spürbar ist und konkrete Verbesserungen erkämpft. Damit sollen Glaubwürdigkeit und Erfahrungen für größere politische Kämpfe gewonnen werden. In einem Artikel für die Rosa-Luxemburg-Stiftung argumentierte er gemeinsam mit Sarah Pansy dafür, eine wirkmächtige linke Partei müsse „alle Lohnabhängigen“ ansprechen, nicht nur „die linke Szene“. Dafür müsse eine solche bewusst in Gegenden aktiv werden, in denen „Menschen entweder gar nicht oder rechts wählen“ und diese in die Arbeit der Partei einbinden. Ziel sei es, diesen Menschen durch „vermeintlich unpolitische Aktionen [...] eine Erfahrung von Gemeinschaft und gemeinsamen Interessen“ zu ermöglichen. Realpolitisch sollten linke Parteien sich dabei auf Kernthemen wie Wohnungspolitik fokussieren, um konkrete Veränderungen vor Ort zu erreichen.

## Veröffentlichungen
- mit Sarah Pansy: Das beste Mittel gegen Rechts: Warum die KPÖ alles ganz anders macht. Rosa-Luxemburg-Stiftung, 27. Mai 2024.